# Nuovo PSI
Der Nuovo PSI (deutsch: Neue SPI), auch Nuovo Partito Socialista Italiano (deutsch: Neue Sozialistische Partei Italiens), ist eine sozialdemokratische Partei in Italien. Sie entstand am 19. Januar 2001 aus der Fusion des Partito Socialista unter Gianni De Michelis und der Lega Socialista unter Bobo Craxi und Claudio Martelli.
Die Partei steht in der politischen Nachfolge des Partito Socialista Italiano und tritt für eine Einheit der italienischen Sozialisten als laizistische, liberale, reformistische und unabhängige Sozialdemokraten innerhalb eines sozialen Liberalismus ein. Bei den Wahlen 2001 und 2006 ging sie eine Koalition mit Silvio Berlusconis Casa delle Libertà ein.
Zwei größere Abspaltungen kennzeichnen die Geschichte der Partei. Im Oktober 2005 formierte sich aus dem Parteiflügel von Bobo Craxi eine neue Partei, I Socialisti Italiani (deutsch: Die Italienischen Sozialisten), die sich dem Mitte-links-Bündnis L’Unione unter Romano Prodi anschloss. Im Juni 2007 kam es zu einer weiteren Aufspaltung des Nuovo PSI in zwei Strömungen: Ein Teil trat unter Führung von Gianni De Michelis der neuen Mitte-links-Partei Partito Socialista (PS) von Enrico Boselli bei, während der andere unter Stefano Caldoro an der Zugehörigkeit zum Mitte-rechts-Bündnis Casa delle Libertà festhielt. Nach anhaltenden Legitimitätsstreitigkeiten führt seit September 2007 die Fraktion um Stefano Caldoro den Namen der Partei weiter. Im Jahre 2009 schloss sich die NPSI (von Caldoro) der Popolo della Libertà an, wobei sie einigermaßen autonom blieb. So war die NPSI während der Kommunalwahl 2010 in Piemonte und Ligurien mit eigener Parteliste und in Kampanien in einer gemeinsamen Liste mit drei weiteren Kleinparteien (Partito Repubblicano Italiano, Movimento per le Autonomie, Italiani nel Mondo) vertreten, allerdings auch dort an der Seite des Mitte-rechts-Lagers.   
Die Parteizeitung ist die Socialista Lab.